# Polyrhachis vindex
Polyrhachis vindex é uma espécie de formiga do gênero Polyrhachis, pertencente à subfamília Formicinae.